# Ярмолич Сергій Федорович
Сергій Федорович Ярмолич (нар. 27 листопада 1963, Карельська АРСР, РРФСР) — радянський та український футболіст, захисник.

## Життєпис
Вихованець ДЮСШ Комунарська (тренер Г. Чернощеков), випускник ворошоловградського спортінтернату (тренер В. Р. Шиханович). Перша команда майстрів — «Цемент» Новоросійськ з другої ліги, за яку в 1982-1983 роках Ярмолич провів 58 матчів, забив 4 м'ячі. У 1984-1990 роках за ворошиловградську «Зорю» в першій і другій лігах зіграв 272 матчі, забив 22 м'ячі, в 1987-1988, 1990 роках був капітаном команди. У 1991 році провів у вищій лізі 16 матчів за «Металург» Запоріжжя. У першому чемпіонаті України за «Зорю»-МАЛС зіграв 17 матчів, після чого виїхав до Німеччини, де виступав за клуби Оберліги «Галлешер» та «Вакер 90» (Нордгаузен).
У 1994 році повернувся в Україну, виступав за клуби «Зоря»-МАЛС (1994, 1995), «Металург» Запоріжжя (1994), «Динамо» Луганськ (1994-1995, друга ліга), «Авангард-Індустрія» Ровеньки (1996), «Металург» Маріуполь (1996-1997). У серпні 1995 року провів два матчі в російській вищій лізі за новоросійський «Чорноморець», у 1998 році — один матч в другій білоруській лізі за «Німан» Мости, в 1999 грав за клуб другого фінського дивізіону «Каяанін Гака».
Пізніше грав за аматорські клуби України («Еллада-Енергія» Луганськ (1999), «Шахтар» Свердловськ (2002-2003), «Незалежність» Біловодськ (2006) і Росії («Урожай» Чертково (2000), «Мир-Донгаздобича» Сулин (2001-2002, 2003 2005-2006; у 2006-2007 роках працював тренером).

## Досягнення
- Чемпіонат УРСР
  -  Чемпіон (1): 1986